# David Jordan (Sänger)
David Keith Jordan (* 13. September 1985 in Barnet, London) ist ein englischer Sänger-Songwriter.

## Leben und Wirken
Jordans Vater stammt aus Indien, seine Mutter aus dem britischen Überseegebiet Montserrat. Aufgewachsen ist er im Norden der Metropole London. Schon in früher Jugend machte er Musik und begann mit dem Schreiben von Liedern. Nach der Trennung seiner Eltern zog er mit 16 von zuhause aus und arbeitete später einige Zeit in einem Londoner Aufnahmestudio.
Seine Karriere kam ins Rollen, als Labelgründerin Jill Sinclair auf seinen Song Sun Goes Down aufmerksam wurde. Er bekam einen Plattenvertrag und nahm zusammen mit ihrem Ehemann, dem bekannten Produzenten Trevor Horn, sein erstes Album auf. Vorab wurde der Titel Place in My Heart als kostenloser Werbedownload herausgegeben. Seine Debütsingle wurde im Januar 2008 Sun Goes Down, das die Top 5 der britischen Charts erreichte. Später war er damit auch in Italien und der Schweiz erfolgreich. Auch sein Debütalbum konnte sich erfolgreich in den Hitparaden platzieren. Zudem ist er als Darsteller des Musicals "Thriller live" im Lyric Theatre, London tätig unter dem Künstlernamen Dajiow.

## Diskografie
Alben
- 2007: Set the Mood

Singles
- 2007: Place in My Heart
- 2008: Sun Goes Down
- 2008: Move On

## Musikvideos
- 2007: Place In My Heart
- 2007: Sun Goes Down
- 2008: Move On
- 2009: Set The Mood
- 2011: Don’t Wanna (Hear You Say)
- 2012: Fallen Star
- 2012: Wild, Wasted & Wonderful
- 2012: Like a Winner
- 2014: Sun Goes Down 2014

## Auszeichnungen für Musikverkäufe
| Goldene Schallplatte - Russland - 2008: für das Album Set the Mood |

Anmerkung: Auszeichnungen in Ländern aus den Charttabellen bzw. Chartboxen sind in ebendiesen zu finden.
| Land/RegionAuszeichnungen für Musikverkäufe (Land/Region, Auszeichnungen, Verkäufe, Quellen) | Silber  | Gold     | Platin | Verkäufe | Quellen      |
| -------------------------------------------------------------------------------------------- | ------- | -------- | ------ | -------- | ------------ |
| Russland (NFPF)                                                                              | —       | Gold1    | —      | 10.000   | 2m-online.ru |
| Vereinigtes Königreich (BPI)                                                                 | Silber1 | Gold1    | —      | 300.000  | bpi.co.uk    |
| Insgesamt                                                                                    | Silber1 | 2× Gold2 | —      |          |              |